# Spodnje Partinje
Spodnje Partinje je naselje v Občini Lenart.
Naselje leži v južnem delu podolgovatega slemena med Vardovskim in Partinjskim potokom, tik nad široko Pesniško dolino, na njeni severni strani. V kmetijstvu prevladuje živinoreja, vendar je pravih kmetov le malo. Večji del prebivalstva dela v mariborskih in lenarških tovarnah. Samostojno naselje je od leta 1963.